# Gabriel Chavarria
Gabriel Chavarria es un actor hondureño-estadounidense de cine y televisión, reconocido por interpretar a Jacob Aguilar en la serie East Los High y a A.B. Quintanilla en la serie de Netflix Selena (2020), así como por su participación en la película War for the Planet of the Apes de 2017.

## Carrera
Nació en Filadelfia, Estados Unidos de padres hondureños.
En 2007 Chavarria hizo su debut actoral en la película dramática Freedom Writers interpretando un papel menor. La película fue dirigida por Richard LaGravenese y publicada el 5 de enero de 2007 por Paramount Pictures. En 2011 hizo parte del elenco de la película A Better Life.
En televisión hace parte del elenco de la serie East Los High interpretando a Jacob Aguilar desde su estreno en 2013. En 2017, Chavarria encarnó al soldado Preacher en la película de ciencia ficción War for the Planet of the Apes.

## Filmografía
- Freedom Writers (2007)
- Low Riders (2011)
- East Los High (2013)
- War for the Planet of the Apes (2017)
- Hunter Killer (2018)
- Selena: la serie (2020)